# West Marion (Carolina del Norte)
West Marion es un lugar designado por el censo ubicado en el condado de McDowell en el estado estadounidense de Carolina del Norte. La localidad en el año 2000, tenía una población de 1.556 habitantes en una superficie de 4.8 km², con una densidad poblacional de 320.9 personas por km².

## Geografía
West Marion se encuentra ubicado en las coordenadas 35°39′33″N 82°1′16″O / 35.65917, -82.02111. Según la Oficina del Censo, la localidad tiene un área total de 4,8 km² (1,9 mi²), de la cual 4,8 km² (1,9 mi²) es tierra y 0 km² (0 mi²) (0.0%) es agua.

### Localidades adyacentes
El siguiente diagrama muestra a las localidades en un radio de 28 kilómetros (17,4 mi) de West Marion.

## Demografía
En el 2000 la renta per cápita promedia del hogar era de $26.151, y el ingreso promedio para una familia era de $31.953. En 2000 los hombres tenían un ingreso per cápita de $22.263 contra $19.816 para las mujeres. El ingreso per cápita para la localidad era de $15.087. Alrededor del 17.8% de la población estaba bajo el umbral de pobreza nacional.